# Rudolf Teréz
Rudolf Teréz (Budapest, 1966. október 23.) magyar színésznő.

## Életpályája
1992-ben végezte el a Színház- és Filmművészeti Főiskolát Kerényi Imre osztályában. 1992–1996 között a Budapesti Kamaraszínház tagja volt. 1996–1998 között a szolnoki Szigligeti Színház színésznője volt. 1998–2001 között újra a Budapesti Kamaraszínház tagja volt. 2021-től a Soproni Petőfi Színház színésznője.

## Színházi szerepeiből
- William Shakespeare: Rómeó és Júlia... Júlia
- William Shakespeare: A makrancos hölgy... Bianca
- Molière: Tartuffe... Marianne
- Molière: A fösvény... Marianne
- Carlo Goldoni: A chioggiai csetepaté... Orsetta
- Anton Pavlovics Csehov: Ványa bácsi... Szofja Alekszandrovna
- Alekszandr Nyikolajevics Osztrovszkij: Ártatlan bűnösök... Annuska
- Henrik Ibsen: Kis Eyolf... Asta
- Nagy András: A csábító naplója... Cordélia
- Eisemann Mihály–Szilágyi László–Halász Gyula–Kristóf Károly: Handa banda... Mary
- Oscar Wilde: Bunbury... Gwendolen Fairfax
- Edward Albee: Három magas nő... Fiatal lány
- Georges Feydeau: Osztrigás Mici... Clementine
- Szigligeti Ede: Liliomfi... Mariska
- Szabó Magda: Régimódi történet... Jablonczay Lenke
- Molnár Ferenc: Liliom... I. kis cseléd
- Verebes István: Remix... Mrs. Riccardi Sandy
- Virginia Woolf: Orlando... Rosina Pepita
- Zsolt Béla: Oktogon... Ibolya
- Sediánszky Nóra–Koltai M. Gábor: Tüzes angyal... Agnessa; Sarraska
- Bródy Sándor: Szerető... Sophie
- Fábri Péter: Az élő álarc... Mary, kellékes
- George F. Walker: Strozzi avagy A büntető kéz... Júlia
- Pozsgai Zsolt: Viaszmadár... Anna
- Ugye öregem leszel oly szíves és hozol egy hatosért túrót?
- Jacques Offenbach: Szép Heléna... Heléna
- Heinrich Böll–Bereményi Géza: Katharina Blum elvesztett tisztessége
- Jean-Claude Grumberg: Szabad zóna... Mauricette
- Tóth Ede: A falu rossza... Boriska
- Shakespeare: A velencei kalmár... Jessica

## Filmjei
| - Esti Kornél csodálatos utazása (1994) - Franciska vasárnapjai (1997) - A mi szerelmünk (1999) - A boldogság színe (2003) - Lopott képek (2006) - A vágyakozás napjai (2010) - A tökéletes gyilkos (2017) | - Viaszmadár (1982) - Sellő félig habokból (1994) - Három idegen úr (1995) - Szerelem est (1998) - Éjfél (1998) - Három szerelem (1998) - A gyanú (2003) - Az igazi halál (2007) - Drága örökösök (2020) - Keresztanyu (2021) - Oltári történetek (2022) - Drága örökösök – A visszatérés (2023) |

## Szinkronszerepei
| - A bádogdob: Maria Matzerath - Katharina Thalbach - Ally McBeal: Nell Porter - Portia de Rossi - Az élet megy tovább: Paige Thacher - Monique Lanier - Borostyán: Teresa nővér - Daniela Zanchini - Bűvölet: Paola Duprè - Vanessa Gravina - Családjogi estek: Viveca Foster - Salli Richardson - Dallas: Cally Harper Ewing - Cathy Podewell - Elizabeth: Kat Ashley - Emily Mortimer - GSG 9 – Az elit kommandó: Petra Helmholtz - Florentine Lahme - Halálos fegyver 2.: Rika van den Haas - Patsy Kensit - Kim Possible: Shego - Nicole Sullivan | - Horrorra akadva 3.: Brenda Meeks - Regina Hall - Megveszem ezt a nőt: Narda de Marín - María Marcela - Mentőangyalok: Jamie Fuller - Hillary Danner - Ments meg!: Janet Gavin - Andrea Roth - „Szentek” kórháza: Dr. Charlotte Beaumont - Tammy McIntosh - Szívtipró gimi: Jodie Cooper - Abi Tucker - Temetetlen múlt: Mary Feur - Miranda Otto - Vadmacska: Maribella Tovar - Aura Cristina Geithner - Z, a hangya: Azteca - Jennifer Lopez |